# Josep Paytubí Tubau
Josep Paytubí Tubau (Barcelona, 19 de febrer de 1943) és un escalador i alpinista català.
Ha estat soci del Centre Excursionista de Terrassa des de l'any 1995. Anteriorment, des del 1962, fou membre del Grup Especial d'Escalada (GEDE), del qual en fou el president entre els anys 1967 i 1969, també del Grup GAME el 1964, i del Groupe Pyreneiste de Haute Montagne el 1969. També forma part de l'Escola Nacional d'Alta Muntanya (ENAM) des del 1964, i és membre de l'Himalayan Club de Bombai des del 1971. El 1974 fundà, amb altres companys, el Servei General d'Informació de Muntanya (SGIM). Ha realitzat nombroses escalades i travesses d'esquí arreu del món. És autor de guies sobre les muntanyes de l'Ahaggar i el Tirich Mir, i coautor de treballs sobre el Karakoram i l'Hindu Kush. El 1969 va rebre la medalla de bronze, i el 1971 la de plata, de la Federació d'Entitats Excursionistes de Catalunya (FEEC).